# Noa (Vorname)
Noa ist je nach Herleitung ein weiblicher oder männlicher Vorname.

## Herkunft und Bedeutung

### Weiblicher Vorname
Noa geht auf den hebräischen Namen נֹעָה nōʿāh zurück. Er wird von der Wurzel נעה nʿh abgeleitet und bedeutet „die Wankende, die Umherstreifende, die Zitternde“. In der Bibel ist Noa eine der fünf Töchter Zelofhads, die sich das Erbrecht erklagen (4 Mos 27,1–11 ).
Der japanische Frauenname 乃愛 noa ist eine Zusammensetzung des Possesivpartikels 乃 no mit dem Element 愛 a „Liebe“, „Zuneigung“. Es existieren auch weitere Kanji-Schreibweisen mit anderen Bedeutungen.

### Männlicher Vorname
→ Hauptartikel: Noah
Noa ist außerdem eine hawaiianische, kroatische und französische Variante von נֹחַ nōaḥ.

## Verbreitung

### Weiblicher Vorname
Noa hat sich in Israel unter den beliebtesten Mädchennamen etabliert und war mehrfach der meistvergebene Mädchenname des Landes. Zuletzt stand Noa 2015 an der Spitze der weiblichen Vornamencharts. Im Jahr 2020 belegte Noa Rang 4 der Hitliste.
Auch in den Niederlanden zählt der Name schon lange zu den beliebtesten Mädchennamen. Mit Rang 9 erreichte der Name 2010 seine bislang höchste Platzierung in den Vornamenscharts. Seitdem wird er beständig seltener vergeben. Im Jahr 2021 lag er auf Rang 42 der Hitliste.
Seit 2003 gehört Noa in Spanien zu den 100 beliebtesten Mädchennamen. Bislang erreichte er nur einmal eine Platzierung in den Top-10 (Rang 10, 2016). Im Jahr 2021 belegte er Rang 19 in den Vornamenscharts.
In Belgien zählte der Name von 2003 bis 2018 mit Ausnahme des Jahres 2016 zu den 100 beliebtesten Mädchennamen. Im Jahr 2010 erreichte er mit Rang 53 seine höchste Platzierung.
In Frankreich nahm die Popularität des Namens um die Jahrtausendwende rasch zu. Innerhalb von 8 Jahren gelang ihm der Sprung von Rang 485 (1996) der Vornamenscharts auf Rang 150 (2004). Danach fiel seine Beliebtheit beinahe ebenso schnell wieder ab, jedoch wird der Name seit 2013 wieder etwas häufiger vergeben. Zuletzt belegte der Name Rang 274 der Hitliste.
In Portugal zählt Noa seit 2013 zu den 100 meistvergebenen Mädchennamen.

### Männlicher Vorname
Noa zählt in Kroatien zu den beliebtesten Jungennamen. Im Jahr 2021 belegte er Rang 12 der Vornamencharts. Auch in Bosnien und Herzegowina wird der Name relativ häufig gewählt. Im Jahr 2021 stand er auf Rang 79 der Hitliste.
In Belgien gehörte Noa von 2003 bis 2013 zu den 100 beliebtesten Jungennamen. Als höchste Platzierung erreichte er im Jahr 2006 Rang 45 der Hitlisten.
In Frankreich stieg die Popularität des Namens in den frühen 2000er Jahren sprunghaft an. Seit 2003 gehört der Name dort zu den 100 meistvergebenen Jungennamen. Als höchste Platzierung erreichte er in den Jahren 2008 und 2010 Rang 29 der Vornamencharts. Zuletzt stand Noa als Jungenname auf Rang 77 der Hitliste (Stand 2021).

## Varianten
Im Englischen hat der hebräische Name נֹעָה nōʿāh auch die Variante Noah. In der Septuaginta wird der Name Νουα Nua geschrieben.
Für Varianten des männlichen Vornamens: Siehe Noah.

## Namensträgerinnen
- Noa Ben-Gur, US-amerikanisch-israelische Singer-Songwriterin
- Noa Eshkol (1924–2007), israelische Tänzerin, Tanzpädagogin und Künstlerin
- Noa Liauw a Fong (* 2000), niederländische Tennisspielerin
- Noa Fort (* ≈1990), israelische Jazzmusikerin
- Noa Kiepenheuer (1893–1971), deutsche Übersetzerin und Verlegerin
- Noa Kirel (* 2001), israelische Sängerin, Tänzerin und Schauspielerin
- Noa Pothoven (2001–2019), niederländische Aktivistin und Autorin

### Künstlername
- Achinoam Nini (* 1969; hebräisch אחינועם ניני), israelische Sängerin und Liedermacherin